# Max Strandberg
Per Maximilian (Max) Strandberg, född den 4 oktober 1854 i Stockholm, död där den 12 februari 1939, var en svensk operasångare (tenor) och musiker.
Strandberg förvärvade vid konservatoriet 1870–1876 en ovanligt mångsidig musikalisk utbildning, spelade violin och violoncell i orkestrar och debuterade 1877 på Kungliga teatern som Max i Friskytten. Han blev kort därefter violoncellist i hovkapellet, fick även operaroller, tillhörde 1882–1883 Nya teaterns scen, var 1883–1885 kapellmästare vid Södra teatern, men återgick 1885 som cellist och (från 1887) sångare till Operan, där han 1892–1922 var kormästare och till 1915 stod kvar bland sångsolisterna. Till hans roller hörde Ottavio i Don Juan, Lyonel i Martha, Almaviva i Barberaren, Faust och Romeo samt Florestan i Fidelio. Hans mjuka tenor och genommusikaliska sångsätt lände Operan till åtskillig nytta, men den från fadern ärvda sceniska stelheten kunde han bara delvis arbeta bort. Han framträdde också mycket som solist vid oratoriekonserter.
Han var son till Olof Strandberg och Charlotta, född Linderoth, samt far till Olle Strandberg. Han vilar på Norra begravningsplatsen utanför Stockholm.